# Neochelonia sulfurea
Neochelonia sulfurea là một loài bướm đêm thuộc phân họ Arctiinae, họ Erebidae.